# Nützen
Nützen er en by og en kommune i det nordlige Tyskland, beliggende i Amt Kaltenkirchen-Land i den vestlige del af Kreis Segeberg. Kreis Segeberg ligger i den sydøstlige del af delstaten Slesvig-Holsten.

## Geografi
Nützen ligger lige nordvest for Kaltenkirchen, omkring syv kilometer syd for Bad Bramstedt mellem Bundesstraße B 4 fra Hamborg mod Neumünster og motorvejen A 7. Nützen ligger ved jernbanen Hamborg-Altona–Neumünster.